# Paratomapoderus guineensis
Paratomapoderus guineensis es una especie de coleóptero de la familia Attelabidae.

## Distribución geográfica
Habita en Guinea.